# هوغو هاغن

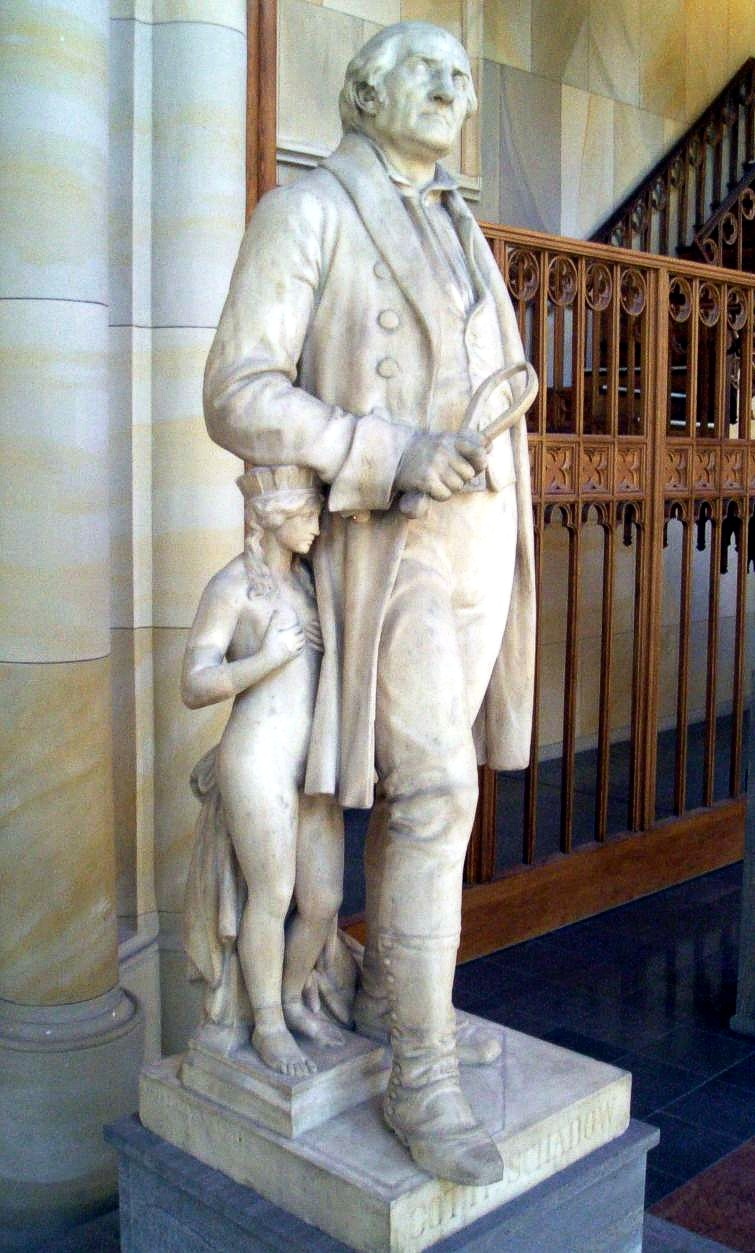
نُصب يوهان غوتفريد شادو التذكاري.

هوغو هاغن (بالألمانية: Hugo Hagen) هو نحّات ألماني ولد عام 1818 وتوفّي في برلين عام 1871.

## حياته
كان هوغو تلميذاً لدى لودفيج ويلهلم ويشمان، وقد كان بينَ عامَي 1842 - 1857 مُساعداً لدى كريستيان دانيال راوخ، حيثُ ساهم معه ببناء تمثال فريدرش العظيم في أونتر دن ليندن، وألبرشت ثاير في جامعة هومبولت، وإيمانويل كانت في كونيغسبرغ.وأصبح مدير متحف راوخ عام 1865. وبعد وفاة النحات هيرمان شيفلبن المُبكّرة، ساعد هوغو في إكمال النصب التذكاري لـ هاينريش فريدريش كارل فوم شتاين. وقد توفي هوغو تاركاً وراءة العديد من الأعمال الغير منتهية.

## أعمال مختارة

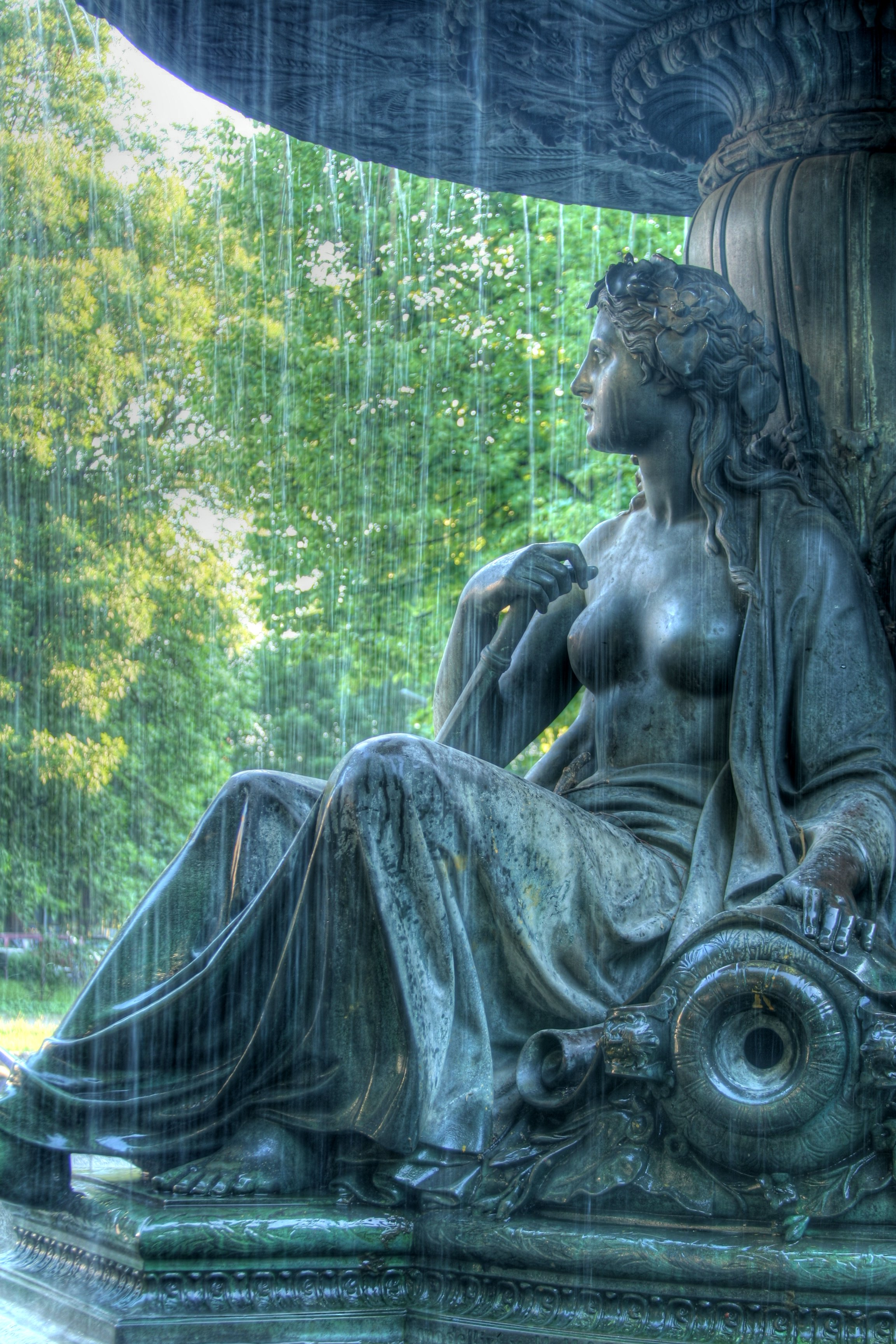
إحدى جهات نافورة رنجل برونين التي من تصميم هوغو هاغن.

- 1860/1861: مجموعة "Grace with Pegasus" في متحف ألتيس.
- 1862: نصب تذكاري لـِ فريدريش فيلهلم، كونت براندنبورغ في ميدان يبزيغر بلاتز.
- 1866/1869: نصب تذكاري لـِ يوهان غوتفريد شادو في متحف ألتيس.
- 1866: نافورة رنجل برونين تكريماً لـِ المشير فريدريش غراف فون رنجل، ولم يكتمل بناءها وتركيبها حتى عام 1877، وهي الآن موضوعة في برلين.